# Braunita
La braunita o pesillita es un mineral silicato, del grupo de los nesosilicatos.
Fue encontrado por primera vez en 1826 en Braunit Friedrichroda, en el bosque de Turingia, y fue descrito por Wilhelm Karl Ritter von Haidinger, siendo nombrado en honor de Wilhelm von Braun (1790–1872) miembro de la cámara de Gotha, Turingia.  

## Características químicas
Es un mineral muy oscuro, tanto más negro cuanto más puro, aunque puede presentar muchas tonalidades de gris por sus frecuentes impurezas metálicas entre sus tetraedros de sílice, sobre todo de: hierro, calcio, boro, bario, titanio, aluminio y magnesio.

## Formación y yacimientos
Se forma mediante metamorfismo de silicatos de manganeso y en los de óxidos de manganeso. También puede formarse secundario a partir de estos productos expuestos a la intemperie.

## Usos
Es una mena de metal manganeso.